# Bramborníček hnědý
Bramborníček hnědý (Saxicola rubetra) je malý monotypický druh ptáka z čeledi lejskovitých.

## Popis

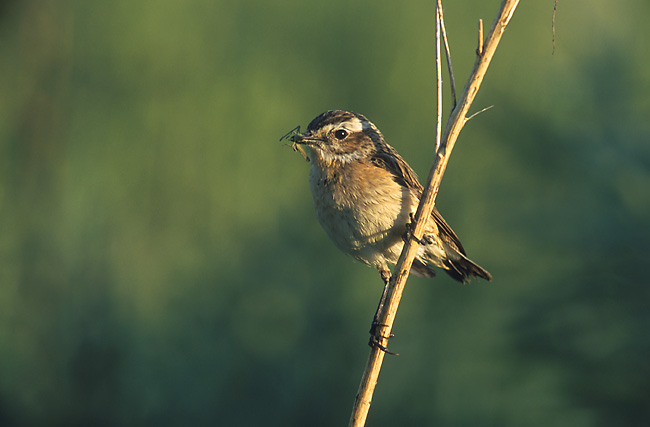
Samice

Dorůstá délky 13–14 cm, v rozpětí křídel měří 21–24 cm a váží 15–20 g. Samec má hnědavě černé strany hlavy lemované bílými proužky, oranžově béžové hrdlo a hruď, bělavé břicho a skvrnitou svrchní část těla. Samice a mláďata jsou podobná, jen méně kontrastně zbarvená.
V Evropě je možné si jej splést zejména se samicí nebo mladým jedincem bramborníčka černohlavého (S. rubicola), od kterých se dá spolehlivě odlišit díky výraznému bílému nadočnímu proužku a bělejšímu břichu.

## Hlas
Samci zpívají z vyvýšených míst. Vábí pronikavým „fytyk–tyk“ a „jiv jiv“; zpěv je hlasitý, převážně flétnovitý.

## Rozšíření
Hnízdí v Evropě a západní Asii v rozmezí od Irska a severního Portugalska západně až po povodí řeky Ob nedaleko Novosibirsku východně, severo-jižně pak od severního Norska po střední Španělsko a Itálii, severní Řecko a Kavkaz. Je tažný, zimuje v subsaharské Africe. Ve střední Evropě se vyskytuje od března do října.

## Výskyt v Česku
V České republice hnízdí na většině území, v počtu 10–20 tisíc párů. Je zde zvláště chráněn jako ohrožený druh.

## Biotop
K hnízdění vyhledává hlavně vlhké louky. Na tahu se vyskytuje i v jiných otevřených krajinách, včetně polí.

## Potrava
Živí se hlavně hmyzem, ale i jinými bezobratlými, včetně pavouků nebo měkkýšů. Na podzim požírá také bobule. Kořist vyhlíží z vysokých bylin nebo jiných vyvýšených míst, odkud ji následně chytá na zemi nebo v letu.

## Hnízdění

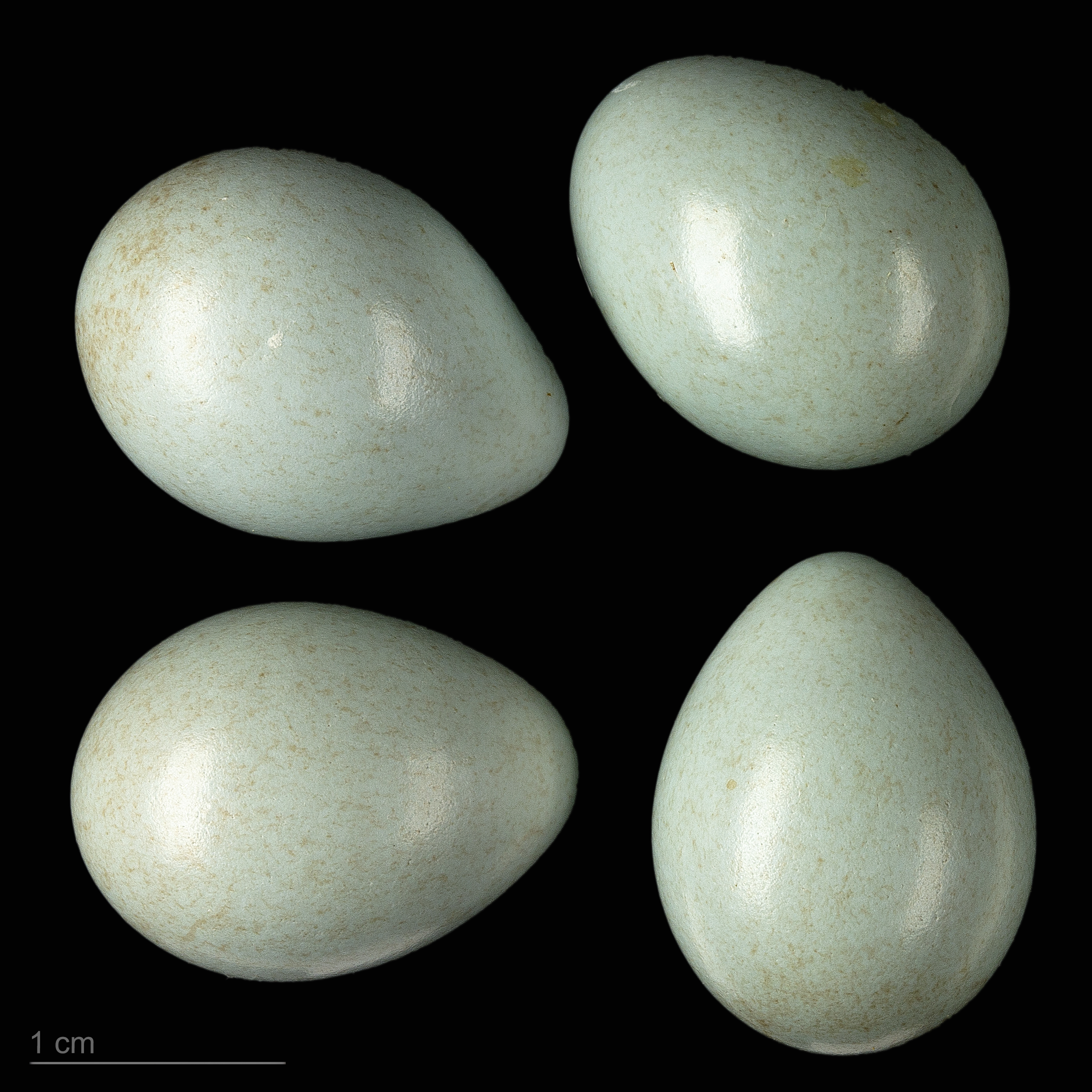
Saxicola rubetra

Pohlavně dospívá ve druhém kalendářním roce. Hnízdí 1× ročně od května do srpna. Hnízdo ze stébel trav a kořínků staví na zemi v trsu trávy. V jedné snůšce je 5–6 zelenomodrých vajec o velikosti 19,1 × 14,5 mm. Na jejich inkubaci trvající 11–14 dnů se podílí pouze samice. Mláďata opouštějí hnízdo po 12–14 dnech, kdy jsou ještě nevzletná. Opeřena jsou pak ve věku 17–19 dnů.